# Arno Faust

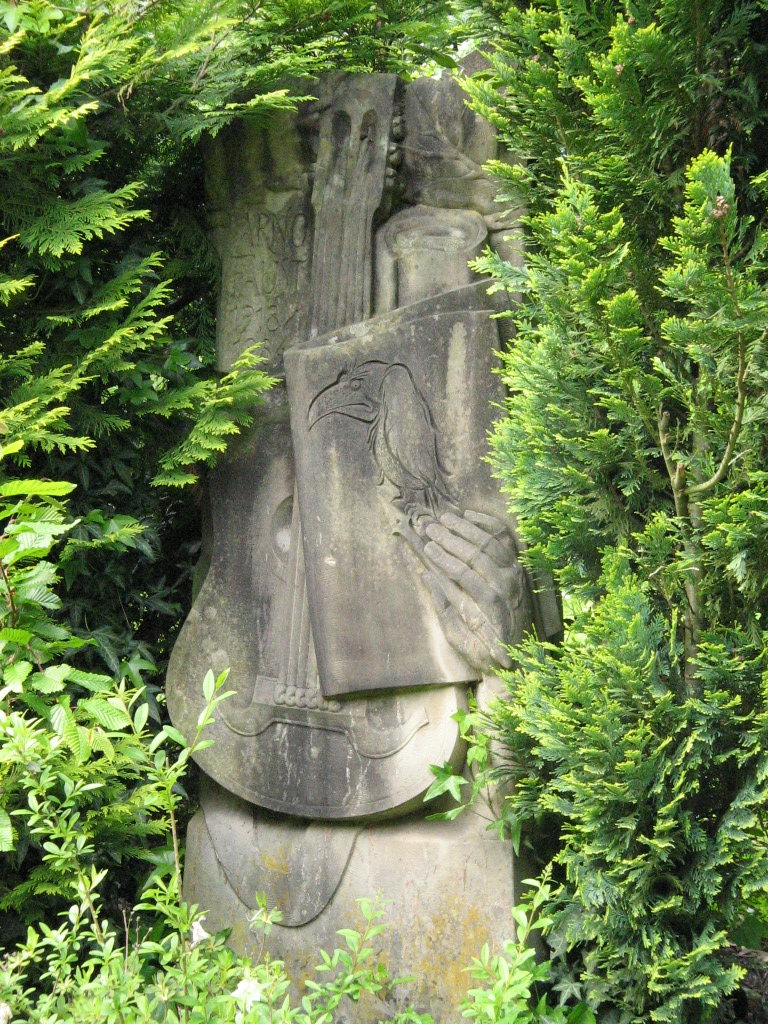
Grabstein für Arno Faust

Arno Faust (* 12. Dezember 1918 in Großkönigsdorf; † 5. Februar 1984 in Köln) war ein deutscher Sänger und Zeichner. Er gilt als Kölsches Original.

## Leben
Faust trat nach dem Zweiten Weltkrieg als Faust und Fäustchen mit Gesangsnummern auf; 1957 traf er Salvador Dalí und zeichnete ihn. Mitten im Kalten Krieg soll er 1959 in einem Moskauer Hotel amerikanische Lieder gesungen haben. Seine Karikaturen wurden in den 1950er Jahren in der Kölner Ausgabe der NRZ (Neue Rheinzeitung) und von 1962 bis 1971 im Kölner Stadt-Anzeiger und in der Kölnischen Rundschau veröffentlicht, sollen aber auch in seiner Kölner Stammkneipe Die Kleine Glocke für ein Glas Kölsch Abnehmer gefunden haben. In den 1970er Jahren zeichnete er die Pausenstandbilder für die WDR-Fernsehübertragungen aus dem Kölner Millowitsch-Theater.
Das Leben von Arno Faust war geprägt durch ständige Geldnot. So kam es vor, dass ihm das Heizmaterial ausging und er die Türzargen seiner Wohnung verfeuerte. Einige Zargen mussten auch mal als Zeichenblatt herhalten. Nach schweren familiären Schicksalsschlägen starb Faust 1984 nach langer Zuckerkrankheit schließlich an einer Lebererkrankung. Rund 500 Menschen nahmen an seiner Beerdigung auf dem Kölner Melaten-Friedhof teil; sein Grabstein wurde von Wolfgang Reuter mit vielen Allegorien auf Fausts Leben gestaltet und ist von einem „Lorbeerkranz“ aus Kohlblättern gekrönt.